# Dennis Kaygın
Dennis Kaygın (Saulheim, 2 aprile 2004) è un calciatore turco, centrocampista dell'Ingolstadt 04.

## Carriera

### Club
Kaygin è cresciuto nel settore giovanile del Magonza, che ha lasciato nel 2023 per firmare con il Rapid Vienna. Ha debuttato in prima squadra il 9 dicembre nell'incontro di Bundesliga perso 1-0 contro il Salisburgo.
Il 10 gennaio 2025 è passato in prestito al Willem II., club della prima divisione olandese.

### Nazionale
Ha giocato con le nazionali giovanili tedesche Under-18 e Under-19. Nel novembre del 2024 ha scelto di rappresentare la Turchia.

## Statistiche

### Presenze e reti nei club
Statistiche aggiornate al 30 giugno 2025.
| Stagione        | Squadra         | Campionato      | Campionato | Campionato | Coppe nazionali | Coppe nazionali | Coppe nazionali | Coppe continentali | Coppe continentali | Coppe continentali | Altre coppe | Altre coppe | Altre coppe | Totale | Totale | Totale |
| Stagione        | Squadra         | Comp            | Pres       | Reti       | Comp            | Pres            | Reti            | Comp               | Pres               | Reti               | Comp        | Pres        | Reti        | Pres   | Reti   |        |
| --------------- | --------------- | --------------- | ---------- | ---------- | --------------- | --------------- | --------------- | ------------------ | ------------------ | ------------------ | ----------- | ----------- | ----------- | ------ | ------ | ------ |
| 2023-2024       | Rapid Vienna II | RL              | 23         | 7          | -               | -               | -               | -                  | -                  | -                  | -           | -           | -           | 23     | 7      |        |
| 2024-gen. 2025  | Rapid Vienna II | 2L              | 3          | 0          | -               | -               | -               | -                  | -                  | -                  | -           | -           | -           | 3      | 0      |        |
| 2023-2024       | Rapid Vienna    | BL              | 5          | 0          | CA              | 0               | 0               | UECL               | 0                  | 0                  | -           | -           | -           | 5      | 0      |        |
| 2024-gen. 2025  | Rapid Vienna    | BL              | 9          | 0          | CA              | 3               | 1               | UEL+UECL           | 2+4                | 0                  | -           | -           | -           | 18     | 1      |        |
| gen.-giu. 2025  | Willem II       | ED              | 9+4        | 0          | CO              | 0               | 0               | -                  | -                  | -                  | -           | -           | -           | 9+4    | 0      |        |
| Totale carriera | Totale carriera | Totale carriera | 49+4       | 7          |                 | 3               | 1               |                    | 6                  | 0                  |             | -           | -           | 58+4   | 8      |        |